# 松箖
松箖（？—1823年10月30日），原名松寧，因避清宣宗諱而改名，瑪拉特氏，清朝官員，蒙古正藍旗人。曾任西寧辦事大臣、黑龍江將軍、吉林將軍及盛京將軍。

## 任職履歷
- 嘉慶十五年（1810年）八年，吉林副都統。
- 嘉慶二十一年二月二十八日（1816年3月26日），西寧辦事大臣；同年四月二十二日（5月18日），授任理藩院左侍郎，留任西寧辦事大臣。
- 嘉慶二十二年二月九日（1817年3月26日），授任吉林將軍。
- 嘉慶二十三年（1818年）九月，改任熱河都統；同年十一月改任黑龍江將軍。
- 嘉慶二十五年四月二十三日（1820年6月3日），改任盛京將軍。
- 道光二年正月二十四日（1822年2月15日），改任黑龍江將軍；同年六月改任吉林將軍。
- 道光三年九月二十七日（1823年10月30日），卒。